# ISO 3166-2:CZ
Norme ISO 3166-2, données pour la République tchèque.

## Mises à jour
- ISO 3166-2:2002-05-21 : bulletin no I-2
- ISO 3166-2:2002-08-20 : bulletin no I-3
- ISO 3166-2:2003-09-05 : bulletin no I-5
- ISO 3166-2:2010-02-03 corrigé : bulletin no II-1, corrigé le 2010-02-19

## Alphabet utilisé
L'ordre utilisé pour les lettres latines de base (les lettres q, w, x ne sont pas présentes dans cet alphabet de base) et digrammes (un seul est présent) de l’alphabet tchèque est le suivant :
a ; b ; c ; d ; e ; f ; g ; h ; ch ; i ; j ; k ; l ; m ; n ; o ; p ; r ; s ; t ; u ; v ; y ; z.
L'ordre complet utilisé pour les lettres latines de base (ou digrammes) de l’alphabet tchèque complété avec celles avec diacritiques et les lettres latines de base provenant d’autres langues importées en République tchèque est le suivant :
a ( á ) ; b ; c č ; d ( ď ) ; e ( é ) ( ě ) ; f ; g ; h ; ch ; i ( í ) ; j ; k ; l ; m ; n ( ň ) ; o ( ó ) ; p ; ( q ) ; r ř ; s š ; t ( ť ) ; u ( ú ) ( ů ) ; v ; ( w ) ; ( x ) ; y ( ý ) ; z ž.
Les lettres mentionnées entre parenthèses ne sont pas toujours utilisées dans l'alphabet de base pour les dénominations en tchèque, mais peuvent l’être dans les graphies normalisées. Les autres lettres ne sont pas substituables sans introduire des ambiguïtés ou homonymies.

## Régions (14)cs:kraj
```
CZ-JC  
Jihočeský kraj

CZ-JM  
Jihomoravský kraj

CZ-KA  
Karlovarský kraj

CZ-KR  
Královéhradecký kraj

CZ-LI  
Liberecký kraj

CZ-MO  
Moravskoslezský kraj

CZ-OL  
Olomoucký kraj

CZ-PA  
Pardubický kraj

CZ-PL  
Plzeňský kraj

CZ-PR  
Praha, hlavní město

CZ-ST  
Středočeský kraj

CZ-US  
Ústecký kraj

CZ-VY  
Vysočina

CZ-ZL  
Zlínský kraj
```

## Districts (91)cs:okres
```
CZ-201  
Benešov
                       ST
CZ-202  
Beroun
                        ST
CZ-621  
Blansko
                       JM
CZ-622  
Brno-Ville
                    JM
CZ-623  
Brno-venkov
                   JM
CZ-801  
Bruntál
                       MO
CZ-624  
Břeclav
                       JM
CZ-511  
Česká Lípa
                    LI
CZ-311  
České Budějovice
              JC
CZ-312  
Český Krumlov
                 JC
CZ-421  
Děčín
                         US
CZ-321  
Domažlice
                     PL
CZ-802  
Frýdek Místek
                 MO
CZ-611  
Havlíčkův Brod
                VY
CZ-625  
Hodonín
                       JM
CZ-521  
Hradec Králové
                KR
CZ-411  
Cheb
                          KA
CZ-422  
Chomutov
                      US
CZ-531  
Chrudim
                       PA
CZ-512  
Jablonec nad Nisou
            LI
CZ-711  
Jeseník
                       OL
CZ-522  
Jičín
                         KR
CZ-612  
Jihlava
                       VY
CZ-313  Jindřichův Hradec            JC
CZ-412  Karlovy Vary                 KA
CZ-803  Karviná                      MO
CZ-203  Kladno                       ST
CZ-322  Klatovy                      PL
CZ-204  Kolín                        ST
CZ-721  Kromĕříž                     ZL
CZ-205  Kutná Hora                   ST
CZ-513  Liberec                      LI
CZ-423  Litoměřice                   US
CZ-424  Louny                        US
CZ-206  Mělník                       ST
CZ-207  Mladá Boleslav               ST
CZ-425  Most                         US
CZ-523  Náchod                       KR
CZ-804  Nový Jičín                   MO
CZ-208  Nymburk                      ST
CZ-712  Olomouc                      OL
CZ-805  Opava                        MO
CZ-806  Ostrava město                MO
CZ-532  Pardubice                    PA
CZ-613  Pelhřimov                    VY
CZ-314  Písek                        JC
CZ-324  
Plzeň jih
                     PL
CZ-323  
Plzeň město
                  PL
CZ-325  
Plzeň sever
                   PL
CZ-101  Praha 1                      PR
CZ-102  Praha 2                      PR
CZ-103  Praha 3                      PR
CZ-104  Praha 4                      PR
CZ-105  Praha 5                      PR
CZ-106  Praha 6                      PR
CZ-107  Praha 7                      PR
CZ-108  Praha 8                      PR
CZ-109  Praha 9                      PR
CZ-10A  Praha 10                     PR
CZ-10B  Praha 11                     PR
CZ-10C  Praha 12                     PR
CZ-10D  Praha 13                     PR
CZ-10E  Praha 14                     PR
CZ-10F  Praha 15                     PR
CZ-209  Praha východ                 ST
CZ-20A  Praha západ                  ST
CZ-315  Prachatice                   JC
CZ-713  Prostĕjov                    OL
CZ-714  Přerov                       OL
CZ-20B  Příbram                      ST
CZ-20C  Rakovník                     ST
CZ-326  Rokycany                     PL
CZ-524  Rychnov nad Kněžnou          KR
CZ-514  Semily                       LI
CZ-413  Sokolov                      KA
CZ-316  Strakonice                   JC
CZ-533  Svitavy                      PA
CZ-715  Šumperk                      OL
CZ-317  Tábor                        JC
CZ-327  Tachov                       PL
CZ-426  Teplice                      US
CZ-525  Trutnov                      KR
CZ-614  Třebíč                       VY
CZ-722  Uherské Hradištĕ             ZL
CZ-427  Ústí nad Labem               US
CZ-534  Ústí nad Orlicí              PA
CZ-723  Vsetín                       ZL
CZ-626  Vyškov                       JM
CZ-724  Zlín                         ZL
CZ-627  Znojmo                       JM
CZ-615  Žďár nad Sázavou             VY
```

## Sources
- www.iso.org Mises à jour de l'ISO 3166.
- (en + fr) www.iso.org ISO 3166-2 Bulletin Info-service no II-1 (Corrigé et republié 2010-02-19) : Changements dans la liste des noms de subdivisions et des codets.